# Danjiangia
Danjiangia ist eine Gattung aus der ausgestorbenen Familie der Lambdotheriidae. Unter Umständen wird diese aber auch als Basalgruppe in die ebenfalls erloschene Familie der Brontotheriidae eingegliedert. Im letzteren Fall gehört Danjiangia zu den ältesten Vertretern der Brontotherien und trat am Übergang vom Paläozän zum Eozän vor rund 56 Millionen Jahren in Erscheinung. Fossilreste sind von zwei Fundgebieten im östlichen Asien bekannt. Sie bestehen aus einem Teilschädel und mehreren Unterkieferfragmenten. Die Tiere wiesen noch einen relativ ursprünglichen Zahnbau mit einfachen Prämolaren und Molaren auf. Die Erstbeschreibung von Danjiangia datiert in das Jahr 1995. Anfänglich wurde die Gattung aber mit anderen ursprünglichen Unpaarhufern in Verbindung gebracht.

## Merkmale
Danjiangia war ein kleiner Vertreter aus der Verwandtschaftsgruppe der Brontotherien. Von der Form liegen mehrere Gebissfragmente zuzüglich eines beschädigten Teilschädels vor. Der Teilschädel lässt aufgrund der Beschädigungen nur wenige charakterisierende Merkmale erkennen. Er besaß einen relativ niedrigen Hirnschädel und ein lang ausgezogenes Rostrum. Der Oberkiefer stand steil aufrecht, die Orbita befand sich mit ihrem vorderen Rand oberhalb des ersten Molaren. Das Foramen infraorbitale öffnete sich auf Höhe des dritten Prämolaren. Am Rostrum zog sich der Naseninnenraum möglicherweise bis zum Eckzahn. Vom Unterkiefer ist lediglich der horizontale Knochenkörper überliefert. Er war lang und niedrig, nahm nach hinten aber an Höhe zu. Die Symphyse am vorderen Ende zur Verbindung der beiden Kieferhälften erstreckte sich bis zum zweiten Prämolaren und war schmal. Das Foramen mandibulae befand sich unterhalb des letzten Mahlzahns, das Foramen mentale kam gedoppelt vor.
Das Gebiss zeigte sich wie bei dem überwiegenden Teil der Brontotherien unreduziert und bestand somit aus der vollständigen Bezahnung der Höheren Säugetiere, das sich aus 44 Zähnen zusammensetzt. Die Zahnformel lautete dementsprechend: {\displaystyle {\frac {3.1.4.3}{3.1.4.3}}}. Sowohl die oberen wie auch die unteren Schneidezähne bildeten einen halbkreisförmigen Bogen und waren durch jeweils kurze Diastemata voneinander getrennt. Allgemein wiesen sie eine geringe Größe auf. In der oberen Zahnreihe hatten sie einen elliptischen Querschnitt, in der unteren waren sie spatelförmig gestaltet und nach vorn gerichtet. Der jeweils letzte Schneidezahn wies einen zusätzlichen Höcker auf. Der Eckzahn stand frei vom letzten Schneidezahn. Er war hoch konisch geformt und ragte leicht seitlich nach außen, im oberen Gebiss krümmte er sich außerdem nach hinten. Die Prämolaren ähnelten bis auf den letzten unteren kaum den Molaren. Sie zeichneten sich durch spitze Höcker aus, von denen auf dem dritten oberen drei, ansonsten je einer ausgebildet waren. Letzteres kann als ein relativ ursprüngliches Merkmal angesehen werden. Auf den oberen Molaren zeigte sich die für die Brontotherien typische W-förmige Scherleiste (Ectoloph) auf der Zahnwangenseite. Dessen Breite nahm ungefähr ein Drittel bis zwei Fünftel der gesamten Zahnbreite ein. Die einzelnen Höcker des Ectolophs wie der Meta- und der Paraconus standen relativ isoliert, so dass das Ectoloph nicht durchgehend war, was wiederum einen deutlichen Unterschied zu Eotitanops darstellt. Die querverlaufenden Schmelzleisten waren eher schwach entwickelt, aber sichtbar, ein Charakteristikum, das etwa bei Lambdotherium noch schwächer ausgebildet ist und bei Eotitanops ganz fehlt. Die Leisten waren außerdem recht niedrig und nicht direkt mit dem Ectoloph verbunden. Auf der Zungenseite zeigten die beiden Haupthöcker, Proto- und Hypoconus, leicht nach hinten. An der vorderen und hinteren Zahnkante bestand ein Cingulum, ein niedriger Zahnschmelzwulst. Die unteren Molaren besaßen einen doppel-V-förmigen Umriss und wurden durch hohe Querleisten (Proto-, Meta- und Hypolophid) gekennzeichnet. Vor allem das Hypolophid war stärker entwickelt als bei Lambdotherium. Im Oberkiefer betrug die Länge der drei hinteren Prämolaren 2 cm, die der Molaren 2,7 cm. Die entsprechenden Werte der unteren Zahnreihe lauteten 2 cm und 3,1 cm.

## Fundstellen
Die Fossilfunde von Danjiangia verteilen sich auf zwei Fundgebiete in Ostasien. Der stammesgeschichtlich älteste Fund, ein 1976 entdecktes Unterkieferfragment, wurde aus der Lingcha-Formation südlich von Lingcha im Hengyang-Becken in der südchinesischen Provinz Hunan berichtet. Das rund 5200 km² große Becken ist durch seinen paläogenen Fossilreichtum bekannt, bereits Mitte der 1940er Jahre wurden von hier Funde publiziert, die als die damals ältesten Säugetierreste des südlichen Chinas galten. Die Fossilien stammen hauptsächlich aus den großflächig verbreiteten Red beds (auch Hengyang Red beds oder Hengyang sandstones genannt). Stratigraphisch lassen sich innerhalb der Red beds zwei Faunenhorizonte unterscheiden: Der untere enthält neben zahlreichen Reptilien auch Funde der Pantodonta, einem urtümlichen Zweig der Höheren Säugetiere, und gehört aus geologischer Sicht der Limuping-Formation an. Der obere liegt in der Lingcha-Formation und schließt zahlreiche Säugetiergruppen ein, unter anderem Insektenfresser, Nagetiere, Primaten, Raubtiere, Huftiere und verschiedene ausgestorbene Linien wie die Leptictida oder Cimolesta. Nach Isotopenuntersuchungen und Analysen zur Magnetostratigraphie kann der obere Fundhorizont in den Übergangsbereich vom Paläozän zum Eozän vor rund 56 Millionen Jahren gestellt werden (lokalstratigraphisch Bumbanium). Der untere gehört dem ausgehenden Paläozän an (lokalstratigraphisch Gashatum). Ein Schädel mitsamt zugehörigem Unterkiefer wiederum sind der Yuhuangding-Formation im Liguanqiao-Becken in der zentralchinesischen Provinz Hubei zuzuweisen. Sie kamen dort im  Jahr 1992 aus dem mittleren Abschnitt der Gesteinseinheit zu Tage, dem allgemein eine Stellung im Unteren Eozän bescheinigt wird.

## Systematik
Danjiangia ist eine Gattung aus der Ordnung der Unpaarhufer (Perissodactyla). Innerhalb dieser wird sie teilweise in die ausgestorbene Familie der Lambdotheriidae eingegliedert, die aber mitunter auch als Basalgruppe der ebenfalls erloschenen Familie der Brontotheriidae (ursprünglich Titanotheriidae) zugesprochen wird und dann als ein früher Abzweig dieser gilt. Beide Gruppen gehören aufgrund bestimmter zahnmorphologischer Merkmale in ein entfernteres Beziehungsumfeld der heutigen Pferde und stehen damit innerhalb der übergeordneten Gruppe der Hippomorpha. Die engere Verwandtschaft der Lambdotheriidae und der Brontotheriidae wird durch die Überfamilie der Brontotherioidea hervorgehoben. Ihr Auftreten beschränkt sich jeweils auf das Eozän, wobei Fossilbelege für die Lambdotherien nur in dessen unteren Abschnitt vorliegen, die Brontotherien hingegen im gesamten Zeitraum belegbar sind. Funde stammen für beide Gruppen sowohl aus Nordamerika als auch aus Eurasien. Die Lambdotherien zeigen in ihrer Anatomie Übereinstimmungen zu den frühen Pferden. Dies trifft weitgehend auch für die frühen Brontotherien zu, doch formten diese im Verlauf ihrer Stammesgeschichte teils riesige Vertreter wie etwa Megacerops heraus, deren Charakteristikum knöcherne Hornbildungen auf der Nase darstellen. Danjiangia teilt phylogenetischen Studien zufolge einige Gemeinsamkeiten mit Lambdotherium, das somit als dessen nächster Verwandter anzusehen ist.
Die wissenschaftliche Erstbeschreibung von Danjiangia geht auf Wang Yuan aus dem Jahr 1995 zurück. Wang stellte dabei einen Schädel und einen Unterkiefer aus der Yuhuangding-Formation in der zentralchinesischen Provinz Hubei vor, der als Holotyp gilt (Exemplarnummer IVPP V-10842). Benannt wurde die Gattung nach der Ortschaft Danjiangkou, in deren Nähe die Funde gemacht worden waren. Gemeinsam mit der Gattung stellte Wang die Art D. pingi auf.
In seiner Erstbeschreibung sah Wang Danjiangia als ursprünglichen Vertreter der Chalicotheriidae an, einer Gruppe von ausgestorbenen Unpaarhufern, für die heute ein näheres Verhältnis zu den Tapiren und Nashörnern in Betracht gezogen wird. Die Einbindung von Danjiangia in die Chalicotherien wurde bereits 1998 von K. Christopher Beard angezweifelt, der die Gattung als Stammform der Brontotherien interpretierte. Eine ähnliche Ansicht vertraten im Jahr 2003 auch Jerry J. Hooker und im Jahr 2008 Matthew C. Mihlbachler in seiner umfassenden Aufarbeitung der Brontotherien. Ausschlaggebend hierfür war der Bau der oberen Mahlzähne. Den Unterkieferfund aus der Lingcha-Formation in der südchinesischen Provinz Hunan hatten bereits 1979 Li Chuan-kuei und Kollegen vorgestellt, damals aber Propachynolophus aus der Gruppe der Palaeotheriidae, Nahverwandten der Pferde, zugeordnet. Die tatsächliche systematische Zuordnung des Unterkiefers wurde in der Folgezeit debattiert, da einige Forscher diesen als typisch für Chalicotherien ansahen. Erst im Jahr 2018 erkannte eine Forschergruppe um Bai Bin einen stärkeren Bezug des Lingcha-Unterkiefers zu Danjiangia und verschoben das gesamte Fundmaterial zu den Brontotherien. Aufgrund bestimmter Abweichungen in den Zahnmerkmalen kreierten sie für den Lingcha-Unterkiefer mit D. lambdodon eine neue Art. Dadurch sind heute zwei Arten von Danjiangia anerkannt:
- D. lambdodon Bai, Wang & Meng, 2018
- D. pingi Wang, 1995

Bei einem Verweis der Lambdotherien zu den Brontotherien verlegt Danjiangia den Ursprung der Gruppe bis an die Paläozän-Eozän-Grenze vor knapp 56 Millionen Jahren. Es handelt sich außerdem um den Erstnachweis der frühen Brontotherien und zuzüglich der Lambdotherien aus dem östlichen Teil Eurasiens. Nordamerikanische Funde von Eotitanops oder Lambdotherium sind mit einem Alter von 53 bis 50 Millionen Jahren etwas jünger. Damit besitzt Danjiangia als Repräsentant der Brontotherien eine ähnliche zeitliche Reichweite wie Sifrhippus als Vertreter der Equidae oder einige Tapiromorpha wie etwa Meridiolophus und Orientolophus. Nach einzelnen phylogenetischen Untersuchungen wäre eine Herleitung der Brontotherien aus einer Verwandtschaftsgruppe der Palaeotheriidae möglich, wobei als wahrscheinlicher Ursprungsort Eurasien in Frage käme.